# Tower Semiconductor

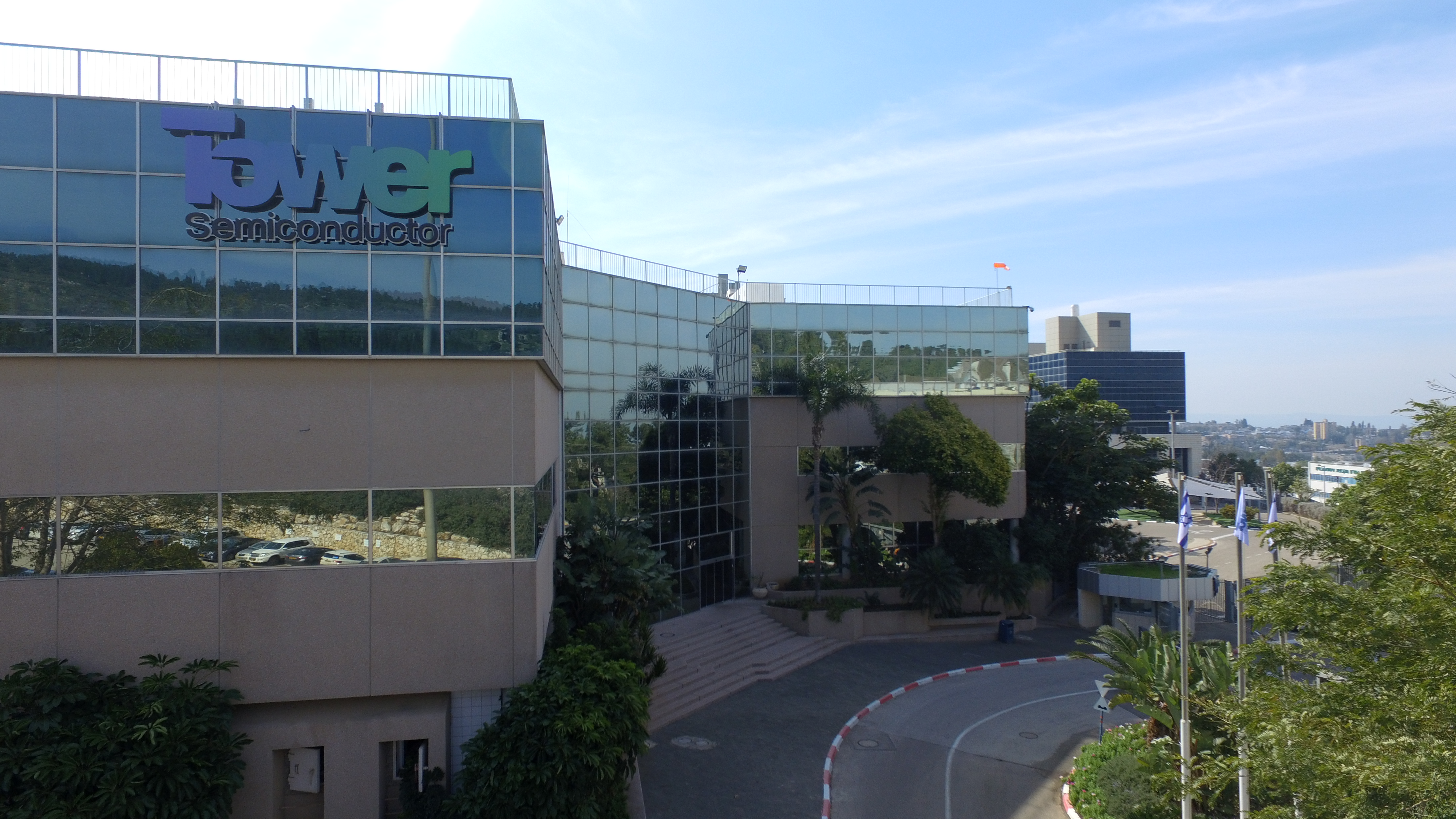
Hauptquartier in Migdal haʿEmeq

Tower Semiconductor (hebräisch טָאוּאֶר סֵמִיקוֹנְדַקְטוֹר בָּעָ״מ Ṭaʾūʾer Semīqōndaqṭōr BaʿAM) ist ein israelischer Halbleiterhersteller, der als Foundry tätig ist.
Das Unternehmen betreibt Fertigungsstandorte Migdal haʿEmeq mit Wafergrößen im Durchmesser von 150 mm und 200 mm, am Standort Agrate Brianza mit Wafergrößen von 300 mm, in Newport Beach und in San Antonio jeweils eine Fertigungslinie für 200-mm-Wafer. Weiterhin hält Tower Semiconductor 51 % der Anteile an TPSCo, einem Joint Venture mit Nuvoton Technology Corporation Japan. TPSCo wurde 2014 als TowerJazz Panasonic Semiconductor Co., Ltd. gegründet und 2020 in Tower Partners Semiconductor Co., Ltd. umbenannt. TPSCo betreibt Anlagen in Uozu (300 mm), Arai (200 mm) und Tonami (200 mm).
Am 15. Februar 2022 gab Intel die Planung der Übernahme von Tower Semiconductor zum Preis von 5,4 Milliarden US-Dollar bekannt.
Anderthalb Jahre später brach Intel den Kauf jedoch ab, da die chinesischen Behörden der Übernahme nicht zustimmten. Die Strafzahlung von Intel an Tower Semiconductor beträgt 353 Millionen US-Dollar.

## Geschichte
Tower Semiconductor entstand 1993 durch die mehrheitliche Übernahme der 150-mm-Wafer-Fabrik von National Semiconductor in Migdal haʿEmeq durch ein Konsortium aus israelischen Unternehmen (54,1 %) und dem israelischen Staat (26 %). Im darauffolgenden Jahr ging Tower an die Börse. Das Werk in Migdal haʿEmeq wurde 2001 um eine 200-mm-Anlage erweitert. Im Jahr 2008 übernahm Tower den US-amerikanischen Halbleiterhersteller Jazz Semiconductor. Das fusionierte Unternehmen firmierte fortan als TowerJazz. Seit 2020 firmiert der Konzern wieder als Tower Semiconductor.